# Hypnoidus affinis
Hypnoidus affinis là một loài bọ cánh cứng trong họ Elateridae. Loài này được Dolin & Cate miêu tả khoa học năm 2002.